# Freddie Kohlman
Louis Freddie Kohlman (New Orleans, 25 augustus 1918 - aldaar, 29 september 1990) was een Amerikaanse jazz-drummer, zanger en bandleider.
Kohlman studeerde bij de drummers Louis Cottrell, Sr. en Manuel Manetta. Hij speelde met A.J. Piron, Joe Robichaux, Papa Celestin en Sam Morgan en verhuisde midden jaren dertig naar Chicago, waar hij werkte met Albert Ammons, Stuff Smith, Earl Hines en Lee Collins. Na zijn terugkeer in New Orleans, in 1941, leidde hij vanaf 1944 een eigen groep. In het midden van de jaren vijftig speelde hij kort met Louis Armstrong. In 1953 maakte hij opnames als leider met the Jambalaya Four, daarna was hij de huisdrummer van Jazz Limited in Chicago. In de jaren zestig keerde hij opnieuw terug naar zijn geboortestad, waar hij speelde met Louis Cottrell, Jr., de Dukes of Dixieland, en de Onward Brass Band (1968). In 1969 trad hij op tijdens het New Orleans Jazz Festival. Hij speelde in de jaren zeventig en tachtig ook met zijn groepen op jazzfestivals in Europa. Hij was lid van de Preservation Hall Jazz Band. In 1980 nam hij op met Chris Barber en Dr. John ("Take Me Back to New Orleans"). Ook is hij te horen op opnames van onder meer Albert Nicholas, Art Hodes, Harry Connick, Jr. en de Excelsior Brass Band. Kohlman verscheen ook in enkele films, waaronder Pete Kelly's Blues (1955) en Angel Heart (1987).
Kohlman overleed aan de gevolgen van kanker.

## Discografie
- Blowout at Mardi Gras, Cook, 1955
- When You Hear That Beat...Freddie Kohlman meets the Maryland Jazzband, Maryland, 1984

- Bibliothèque nationale de France: cb141942279 (data)
- Gemeinsame Normdatei: 134431413
- International Standard Name Identifier: 0000 0000 5549 3173
- Library of Congress Control Number: no98032076
- MusicBrainz: 8562db41-6ca1-40b9-aa2f-2b3784e67277
- National Archives and Records Administration: 10573697
- SNAC: w67n69qz
- Virtual International Authority File: 78391955
- WorldCat: E39PBJjtfBfDYWWyVhTr3dmyBP